# Villa Lilienberg
La Villa Lilienberg è un edificio storico che si trova a Ermatingen, comune svizzero nel distretto di Kreuzlingen (Canton Turgovia).
Fu fatta costruire verso il 1840 dalla baronessa Caroline von Waldau. Nel 1848 fu acquistata dalla baronessa Betty von Fingerlin, il cui marito Giovanni Battista Zappi era un amico di Napoleone III. La villa, in stile classico tardivo, passò nel 1897 alla società di Winterthur Fratelli Volkart e nel 1935 alla famiglia Reinhart. Werner Reinhart la rinnovò e vi ospitò fra gli altri Wilhelm Furtwängler e Othmar Schoeck. Anche il mecenate Oskar Reinhart visse nella villa. La villa e l'area circostante furono acquistate nel 1985 dalla Fondazione Lilienberg Unternehmerforum e dal 1989 è un centro d'incontri per imprenditori.